# Destineo
Destineo est le nom d'un site internet, créé en 2006, destiné à diffuser en ligne un service d'information multimodale sur les transports en commun situés en région Pays de la Loire, il intègre diverses fonctions notamment un calculateur d'itinéraires. 
Son fonctionnement est piloté par le Conseil régional des Pays de la Loire, avec le soutien de partenaires institutionnels régionaux.

## Historique

### Genèse du projet
En 2004  la région Pays de la Loire intègre le projet européen, ITIS (intermodal travel information systems) initié et piloté par le Greater Manchester Passenger Transport Executive (GMPTE), organisme public dont l'objet est la coordination des transports en commun de la région de Manchester. Ce projet a pour objet d'améliorer l'accès à l'information du public pour favoriser l'utilisation et le développement des transports en commun, dans un cadre régional. Ces membres ont pour objectif commun le développement d'un « calculateur d'itinéraire européen », et la création d'un site propre à leur territoire géographique.
Pour mener à bien son projet, la région mobilise les acteurs du transport de son territoire et recherchant une participation de l'État, elle se rapproche de la plate-forme de recherche et d'expérimentation pour le développement de l'information multimodale (PREDIM) qui est intéressé par cette initiative régionale pionnière « C’est la première fois qu’un tel site est créé à l’échelle régionale en France ». Selon la région, le projet, dont le coût est alors estimé à 1,9 million d'euros pour un fonctionnement sur quatre années de 2006 à 2009, bénéficie d'un financement multiple : la part de la région est de 670 000 euros, ses partenaires régionaux apportent une somme équivalente, les subventions de l'État atteignent un total de 115 000 euros et la participation aux projets européens permet d'obtenir 360 000 euros des fonds européens.
De 2005 à 2006 le projet est finalisé par des professionnels, après définition du référentiel un appel d'offres européen permet le choix de trois sociétés : EFFiA Transport pour l'exploitation du système, Adeuza pour le développement du site internet et Canal TP pour la gestion de l'information voyageur avec la mise à disposition notamment de son moteur de calcul d'itinéraire NAViTiA. La mise en ligne a lieu le 4 septembre 2006,.

### Évolution
À partir de 2007 cinq nouveaux partenaires intègrent le projet, département et villes, ils apportent les données de leurs réseaux de transports en commun.
Pour le mois de juin 2008, les statistiques de fréquentation du site Destineo indiquent environ 30 000 connexions pour 45 000 utilisation de la recherche d'itinéraire.
En 2024 le site n'est plus actif, il est remplacé par le site Aleop

## Objectifs
Destineo sert à la fois de plateforme d'informations sur les transports publics en Pays de la Loire et à la fois de calculateur d'itinéraires capable d'établir des trajets porte à porte.
Il constitue un apport décisif au dispositif des transports en commun des Pays de la Loire et satisfait plusieurs objectifs :
- faciliter l'information des usagers (le site respecte notamment les normes d'accessibilité pour les personnes non-voyantes),
- favoriser les modes de déplacements durables,
- lutter contre la pollution automobile,
- renforcer la cohésion territoriale.

## Prix obtenus
Depuis son lancement, Destineo a obtenu plusieurs prix :
- 2006 : « palme de l'intermodalité » aux Pays de la Loire, par le magazine Ville & Transports[9]
- 2007 : à Bruxelles « trophée européen des champions régionaux » (catégorie Transport)[10]
- 2008 « Prix Information Multimodale » du PREDIT[11]

## Partenaires
La Région des Pays de la Loire a cherché des l'origine à intégrer le maximum d'institutions, de son territoire, ayant des compétences dans le domaine des transports de voyageurs. 
Institutions partenaires arrivées en amont de l'ouverture du site :
- Maine-et-Loire (département)
- Nantes Métropole (communauté urbaine)
- Angers Loire Métropole (communauté d'agglomération)
- Communauté d'agglomération du Choletais
- Communauté d'agglomération de Saumur Loire Développement
- Communauté d'agglomération de la Région Nazairienne et de l'Estuaire
- La Roche-sur-Yon (commune) (puis La Roche-sur-Yon-Agglomération en 2010)

Institutions partenaires arrivées après la mise en ligne du site :
- Mayenne (département)
- Sarthe (département)
- Vendée (département)
- Le Mans Métropole (communauté urbaine)
- Laval Agglomération (communauté d'agglomération)

Outre les institutions listées ci-dessus, ont participé au projet : la Chambre de Commerce et de l’Industrie de Nantes-Saint-Nazaire, la Société d'économie mixte SEM régionale des Pays de la Loire, et la PREDIM.

## Logos

Ancien logo de Destineo
Logo actuel de Destineo